# Forever (альбом Bon Jovi)
Forever — шестнадцатый студийный альбом американской рок-группы Bon Jovi, выпущенный 7 июня 2024 года на лейбле Island Records. Ему предшествовали синглы «Legendary» и «Living Proof».
В записи альбома участвовали Эд Ширан (соавтор «Living in Paradise») и Райан Теддер («We Made It Look Easy») из OneRepublic.

## История
Альбом стал первым альбомом группы Bon Jovi с тех пор, как в 2022 году Джон Бон Джови перенёс тяжёлую  операцию по восстановлению голосовых связок, чему было посвящено центральное место в документальном сериале Thank You, Goodnight: The Bon Jovi Story, вышедшем на Hulu в 2024 году в связи с 40-летием группы. После выздоровления Бон Джови вновь обрел радость и уверенность в себе, что вдохновило его снова начать писать музыку.
Альбом открывается поп-рок-песней «Legendary», в которой размышляется о прошлом и в то же время музыкант заглядывает в будущее. Бон Джови объяснил: «Я просто чувствую, что у меня есть возможность оставить после себя наследие, которое могло бы принести пользу и, возможно, вызвать небольшую рябь на море». «Living Proof» — первая песня Бон Джови за последние 14 лет, в которой использован ток-бокс. Ранее этот прием использовался в их песне 2010 года «This Is Love, This Is Life», которая появилась на международной версии сборника Greatest Hits (2010).

## Релиз и продвижение
В октябре 2023 года MusiCares объявила, что Джон Бон Джови был выбран Человеком года 2024. Во время гала-мероприятия 2 февраля 2024 года группа впервые исполнила песню «Legendary». 12 марта на YouTube-канале группы было выложено видео под названием «Bon Jovi Forever», анонсирующее название альбома и выход лид-сингла «Legendary» 14 марта. Видео также включало фрагменты песен «We Made It Look Easy», «Living Proof» и «Waves». 15 мая группа объявила, что второй сингл «Living Proof» выйдет 17 мая.
Альбом вышел 7 июня 2024 в 11 вариантах винила (в основном цветные варианты; из них три содержали коллекционные бумажные оболочки,  одна из которых была подписана), в четырех вариантах издания на CD (стандартный набор, два с альтернативными обложками и один с автографом), на кассетах, а также в виде стандартного и делюксового цифрового скачивания (с двумя бонус-треками), которое продавалось через официальный интернет-магазин группы с 8 июня. Альбом возглавил Top Album Sales и стал № 2 в чарте Top Rock & Alternative Albums издания Billboard от 22 июня 2024 года.

## Отзывы
| Совокупная оценка | Совокупная оценка |
| Источник          | Оценка            |
| ----------------- | ----------------- |
| Metacritic        | 67/100            |
| Оценки критиков   |                   |
| Источник          | Оценка            |
| AllMusic          | [ 11 ]            |
| Classic Rock      | [ 12 ]            |
| The Independent   | 8/10              |
| Kerrang!          | 4/5               |

Альбом получил положительные отзывы музыкальной критики и интернет-изданий. Forever получил оценку 67 из 100 на агрегаторе рецензий Metacritic, основанную на четырех отзывах критиков, что свидетельствует о «в целом благоприятном» приеме. Стивен Томас Эрлевайн из AllMusic написал, что «будучи первой записью Bon Jovi после операции их вокалиста, этот альбом также является представлением возрожденной группы» и «это чувство утонченности подходит группе, которая знает, что они немного старше и немного медленнее, чем были 40 лет назад, но они благодарны за то, что все еще счастливы делать то, что они делают все эти десятилетия спустя». Стив Биби из Kerrang! назвал Forever «альбомом артиста, которому есть что праздновать и нечего доказывать» и отметил, что в музыке «есть некая радость открытой дороги. Песни, безусловно, рефлексивны и часто перекликаются с классикой Bon Jovi прошлого». Брайан Ролли из Ultimate Classic Rock написал, что «гитары стерильны, тексты приторны, и вы можете заранее точно предсказать, в каком месте группа замолчит, чтобы Бон Джови произнёс ключевую строчку припева — и всё же, как бы ты ни сопротивлялся, эти песни засядут у тебя в голове. Потому  что это то, что эта группа делает лучше всего».
Филипп Уайлдинг из Classic Rock написал, что в отличие от «практически сольного» 2020, «Forever звучит как альбом Bon Jovi. Рок-песни, пауэр-баллады, это пластинка с большим звучанием, рассчитанная на большие залы». Карла Ферик, рецензируя альбом для The Independent, заключила, что «альбом расходится с прошлым материалом, но мощный вокал Джона Бон Джови не ослабевает, а инструментальные партии группы делают треки запоминающимися и свежими — слушателю захочется повторить этот альбом».

## Список песен
Все треки написаны и спродюсированы Jon Bon Jovi и John Shanks, кроме «Living in Paradise», спродюсированного Bon Jovi, Shanks и Joel Ruben
| №                   | Название               | Автор(ы)                                         | Длительность |
| ------------------- | ---------------------- | ------------------------------------------------ | ------------ |
| 1.                  | «Legendary»            | Bon Jovi Shanks Billy Falcon                     | 4:05         |
| 2.                  | «We Made It Look Easy» | Bon Jovi Райан Теддер Andrew DeRoberts Nick Long | 3:15         |
| 3.                  | «Living Proof»         | Bon Jovi Shanks                                  | 3:39         |
| 4.                  | «Waves»                | Bon Jovi Shanks Jason Isbell                     | 3:52         |
| 5.                  | «Seeds»                | Bon Jovi Tedder Sean Douglas Michael Pollack     | 5:05         |
| 6.                  | «Kiss the Bride»       | Bon Jovi Falcon                                  | 3:51         |
| 7.                  | «The People’s House»   | Bon Jovi                                         | 4:36         |
| 8.                  | «Walls of Jericho»     | Bon Jovi Shanks Philip Lawrence                  | 3:48         |
| 9.                  | «I Wrote You a Song»   | Bon Jovi Shanks Falcon                           | 3:25         |
| 10.                 | «Living in Paradise»   | Bon Jovi Эд Ширан                                | 3:16         |
| 11.                 | «My First Guitar»      | Bon Jovi                                         | 4:55         |
| 12.                 | «Hollow Man»           | Bon Jovi                                         | 4:54         |
| Общая длительность: | Общая длительность:    | Общая длительность:                              | 48:41        |

| №                   | Название                     | Автор(ы)                   | Длительность |
| ------------------- | ---------------------------- | -------------------------- | ------------ |
| 13.                 | «That Was Then, This Is Now» | Bon Jovi, Shanks, Lawrence | 4:57         |
| 14.                 | «Legendary» (demo)           | Bon Jovi, Shanks, Falcon   | 4:09         |
| Общая длительность: | Общая длительность:          | Общая длительность:        | 57:53        |

## Чарты
| Чарт (2024)                                    | Высшая позиция |
| ---------------------------------------------- | -------------- |
| Австралия (ARIA)                               | 4              |
| Бельгия/Фландрия (Ultratop)                    | 4              |
| Бельгия/Валлония (Ultratop)                    | 7              |
| Нидерланды (Album Top 100)                     | 7              |
| Финляндия (Suomen virallinen lista)            | 29             |
| Германия (Offizielle Top 100)                  | 2              |
| Ирландия (Irish Albums Chart)                  | 20             |
| Италия (FIMI)                                  | 25             |
| Япония (Oricon)                                | 7              |
| Япония (Combined Albums, Oricon)               | 6              |
| Япония (Hot Albums, Billboard Japan)           | 5              |
| Новая Зеландия (RMNZ)                          | 28             |
| Шотландия (Scottish Albums Chart)              | 3              |
| Швеция (Physical Albums, Sverigetopplistan)    | 3              |
| Швейцария (Schweizer Hitparade)                | 1              |
| Великобритания (UK Albums Chart)               | 3              |
| США (Billboard 200)                            | 5              |
| США (Top Rock & Alternative Albums, Billboard) | 2              |
| США (Top Album Sales, Billboard)               | 1              |